# 日本とリベリアの関係
日本とリベリアの関係（にほんとリベリアのかんけい、英語: Japan–Liberia relations） では、日本とリベリアの関係について概説する。

## 両国の比較
|               | リベリア                   | 日本                           | 両国の差                   |
| ------------- | -------------------------- | ------------------------------ | -------------------------- |
| 人口          | 493万7374人（2019年）      | 1億2626万人（2019年）          | 日本はリベリアの約25.6倍   |
| 国土面積      | 11万1370 km²               | 37万7972 km²                   | 日本はリベリアの約3.4倍    |
| 人口密度      | 50 人/km²（2018年）        | 347 人/km²（2018年）           | 日本はリベリアの約6.9倍    |
| 首都          | モンロビア                 | 東京都                         |                            |
| 最大都市      | モンロビア                 | 東京都区部                     |                            |
| 政体          | 大統領制 共和制            | （民主制）議院内閣制           |                            |
| 公用語        | 英語                       | 日本語（事実上）               |                            |
| 通貨          | リベリア・ドル             | 日本円                         |                            |
| 国教          | なし                       | なし                           |                            |
| 人間開発指数  | 0.435                      | 0.919                          |                            |
| 民主主義指数  | 5.45                       | 7.99                           |                            |
| GDP（名目）   | 30億7051万米ドル（2019年） | 5兆819億6954万米ドル（2019年） | 日本はリベリアの約1655.1倍 |
| 一人当たりGDP | 621.9米ドル（2019年）      | 40246.9米ドル（2019年）        | 日本はリベリアの約65倍     |
| 経済成長率    | -2.3%（2019年）            | 0.7%（2019年）                 |                            |
| 軍事費        | 1664万6000米ドル（2019年） | 476億902万米ドル（2019年）     | 日本はリベリアの約2860.1倍 |

## 歴史
1961年9月に外交関係樹立。1969年には駐日リベリア大使館が東京に開設された。日本は1973年にモンロビアに在リベリア日本国大使館を開設したが、リベリアでは1986年以降断続的に第一次リベリア内戦が続いており、それが激化した1990年に全館員が国外退避し大使館業務が停止され、第二次リベリア内戦直後の2004年には正式に閉鎖した。現在は、在ガーナ日本国大使館が兼轄している。
2014年の西アフリカエボラ出血熱流行の際には、同年8月8日に日本はリベリア含む西アフリカのエボラ流行国3国（ギニア、シエラレオネ）に対して「渡航延期勧告」と「退避検討勧告」を出した。その後、日本政府はエボラ終息の為に同国を含む流行国に対し積極的な支援を行い、自衛隊による防護服輸送も行われた。ただし、リベリアの大統領エレン・ジョンソン・サーリーフは友好国である日本に自衛隊の医療チーム派遣を要請したが、日本は直接の人的支援は実施せず、ドイツにある米アフリカ軍司令部に自衛隊員を派遣して情報収集を行うにとどめている。

## 外交関係
リベリア内戦終結後、選挙によって選出された初のアフリカの大統領であるエレン・ジョンソン・サーリーフは、開発援助の主要ドナーである日本との関係を重視。2007年3月にリベリアの大統領として初めて来日すると、各要人と会談・懇談を行って日本との友好をアピールした。その後2008年5月には第4回アフリカ開発会議のため、2012年10月には世銀・IMF東京総会出席のため、2013年5には再びアフリカ開発会議出席のため、2015年8月には女性が輝く社会に向けた国際シンポジウム（WAW! 2015）出席のために訪日している。訪日に際しては安倍晋三・福田康夫・野田佳彦など歴代の総理大臣と首脳会談を実施し、日本側はリベリア支援に、リベリア側は日本の安保理改革への支持に好意的な姿勢を見せている。
2019年8月には新たに大統領となったジョージ・ウェアが来日して安倍晋三と首脳会談を実施。リベリア内戦やエボラ出血熱流行を克服し、民主的選挙を堅持したリベリアを日本側は称賛するとともに、北朝鮮核問題といった世界的な安全保障問題についても意見交換を行って、さらなる協力関係の構築で一致している。
日本側からの要人往来としては、民主的選挙が実施されて以降、2006年のエレン・ジョンソン・サーリーフの大統領就任式には外務大臣政務官の伊藤信太郎が、2018年のジョージ・ウェアの大統領就任式には外務副大臣の佐藤正久が特派大使として派遣された。また、2013年には日本・ＡＵ友好議員連盟の逢沢一郎、牧島かれんがアフリカ各国を訪問し、リベリアを訪問先の一国に選んで関係強化を図っている。

## 経済交流
円借款や無償資金協力を含めて、日本の2017年までの累計援助額は400億円を超える。これはリベリアにとって日本がアメリカ合衆国などと並ぶ主要な援助国である事を意味しており、リベリアが日本との関係を重視する主要な理由となっている。支援内容は漁業や水産に関する事が多いが、エボラ出血熱以降は医療・衛生・看護に注目した支援も増えている。また、内戦終結後のインフラ復興プロジェクトの一環として、モンロビア首都圏ソマリアドライブ復旧計画が日本支援のもと推し進められている。
貿易関係では、リベリアの2019年対日輸出が148億円なのに対し、対日輸入が2209億円とリベリアは大幅な黒字となっている。その理由としては、リベリアは天然の好漁場を沖合に有するアフリカ有数の漁業国であるが、それに不可欠な船舶を日本から輸入している事が挙げられる。また一般機械やゴム製品なども日本から輸入し、反対にリベリアも日本への主要な輸出品は船舶である。
また、便宜置籍船の登録数もパナマに次いでリベリアは世界有数であり、日本で就航している船にもリベリア船籍は多い。近年では、その登録数はその他のオープンフラッグ大国であるパナマやマーシャル諸島を凌ぐ勢いで増えつつある。

## 外交使節

### 駐日リベリア大使
| 代 | 氏名                           | 在任期間        | 官職名       | 備考                 |
| -- | ------------------------------ | --------------- | ------------ | -------------------- |
| 1  | ローランド・ヘンリー・クーパー | 1969年 - 1972年 | 特命全権公使 | 信任状捧呈は4月25日  |
| 2  | ジョン・D・コックス            | 1972年 - 1974年 | 特命全権大使 | 信任状捧呈は5月4日   |
| 3  | アーネスト・イーストマン       | 1974年 - 1978年 | 特命全権大使 | 信任状捧呈は6月7日   |
| 4  | C・アンスマナ・クーパー        | 1978年 - 1982年 | 特命全権大使 | 信任状捧呈は2月10日  |
| 5  | スティーヴン・J・コーファ      | 1982年 - 1998年 | 特命全権大使 | 信任状捧呈は10月20日 |
|    | ベン・シェトゥエ・コーリンズ   | 不明 - 2002年   | 臨時代理大使 |                      |
|    | 不在                           | 2002年 - 2007年 |              |                      |
|    | アダムス・S・ビリティー        | 2007年 - 2009年 | 臨時代理大使 |                      |
|    | 不在                           | 2009年 - 2010年 |              |                      |
|    | デービット・J・サリエ          | 2010年 - 2011年 | 臨時代理大使 |                      |
| 6  | ヤンゴー・セベリー・テレウォダ | 2011年 - 2018年 | 特命全権大使 | 信任状捧呈は4月7日   |
|    | ディマ・J・リバ                | 2018年          | 臨時代理大使 |                      |
|    | ズコリー・G・コンゴ            | 2018年 - 2019年 | 臨時代理大使 |                      |
| 7  | ブラモー・ネルソン             | 2019年 - 2025年 | 特命全権大使 | 信任状捧呈は9月19日  |
|    | ズコリー・G・コンゴ            | 2025年 -        | 臨時代理大使 |                      |